# Elfriede Kurz (Schönheitskönigin)
Eva Kurz (* 6. März 1951) ist eine österreichische Schönheitskönigin. Sie wurde am 15. Jänner 1970 in Linz zur „Miss Oberösterreich“  und am 3. Februar 1970 in Kitzbühel zur Miss Austria gewählt.
Am 1. März 1970 flog Eva Kurz zu Haute Couture-Veranstaltungen nach Paris und danach zu einer Tournee nach Deutschland, wo sie in 19 Städten Deutschlands von Hamburg bis München Auftritte hatte.
Vom 5. bis 19. September 1970 nahm Eva Kurz in Athen (Griechenland) an der Wahl zur Miss Europe teil und in Miami Beach an der Wahl zur Miss Universe.
Im August 1974 wurde Eva Kurz von der Lisa-Film München zu Filmarbeiten für den Film Die kleine Blonde engagiert – Regisseur Franz Josef Gottlieb,
| Personendaten    | Personendaten  |
| ---------------- | -------------- |
| NAME             | Kurz, Elfriede |
| ALTERNATIVNAMEN  | Kurz, Eva      |
| KURZBESCHREIBUNG | Miss Austria   |
| GEBURTSDATUM     | 6. März 1951   |